# Windham County, Connecticut
Windham County är ett administrativt område i delstaten Connecticut, USA. Windham är ett av åtta countys i delstaten och ligger i den nordostligaste delen av Connecticut.

## Geografi
År 2010 hade Windham County 118 428 invånare. Den totala ytan av countyt är 1 351 km² (1 328 km² är land, 23 km² är vatten).

### Angränsande countyn
- Worcester County, Massachusetts norr
- Providence County, Rhode Island öst
- Kent County, Rhode Island sydöst
- New London County syd
- Tolland County väst